# Еллі Гойс-Кнапп
Еллі Гойс-Кнапп (Елізабет Елеонора Ганна Юстина Хойс-Кнапп, нім. Elisabeth Eleonore Anna Justine "Elly" Heuss - Knapp; 25 січня 1881, Страсбург — 19 липня 1952, Штутгарт) — германський громадський діяч. Дочка Георга Фрідріха Кнаппа і Лідії Корганової (Корганашвілі), дружина першого президента ФРН Теодора Гойса.

## Біографія
Закінчила педагогічні курси, викладала у гімназії. У 1950 була обрана в ландтаг землі Баден-Вюртемберг. Заснувала німецьке «Товариство охорони здоров'я матері» (нім. Deutsche Müttergenesungswerk).